# St. Johannes der Täufer (Fürth)

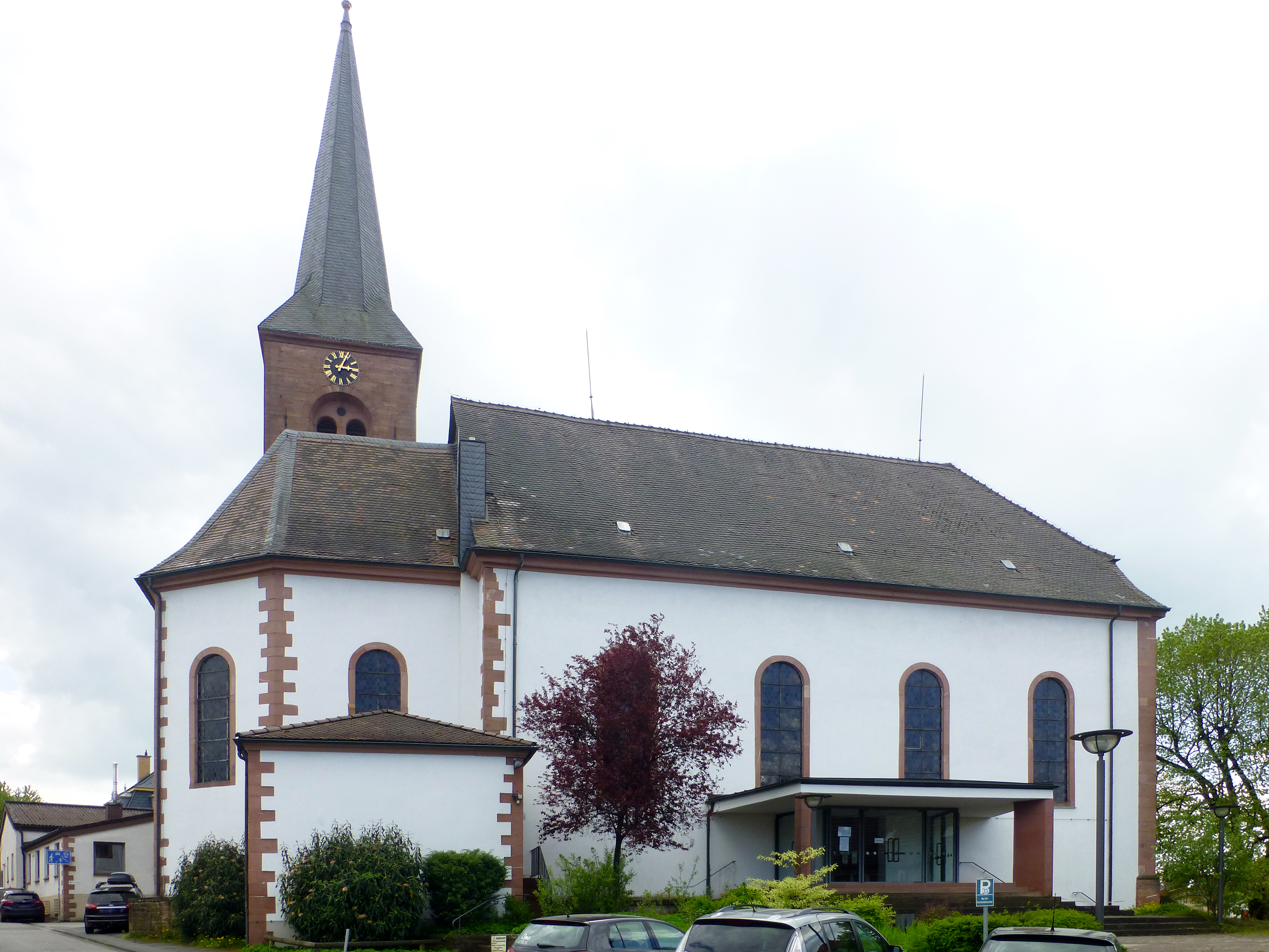
St. Johannes der Täufer (Fürth)

Die römisch-katholische, denkmalgeschützte Kirche St. Johannes der Täufer steht in Fürth, einer Gemeinde im Landkreis Bergstraße in Hessen. Die Pfarrkirche gehört zum Bistum Mainz.

## Beschreibung
Die barocke Saalkirche mit einem außen dreiseitig geschlossenen und innen gerundeten Chor erhielt 1751/52 einen Erweiterungsbau, wodurch das alte Kirchenschiff zu einer Art Querschiff degradiert wurde. Der neuromanische Kirchturm wurde 1866–68 an der Süd-Ost-Ecke des Kirchenschiffs an Stelle des gotischen Turms angebaut. Im Chor steht der Hochaltar von 1754. Die Seitenaltäre, die Maria und Josef geweiht sind, stehen seitwärts des Chorbogens im Kirchenschiff. Der neue Hochaltar wird von Johannes dem Täufer und Barbara eingefasst. An der Ostwand des Erweiterungsbaus wurden 1963 Vierzehn Kreuzwegstationen in Form von Mosaiken angebracht, die Heinz Hindorf und Karl Seidl geschaffen haben.